# غاري ديفيد (مجرم)
غاري ديفيد (بالإنجليزية: Garry David) هو مجرم أسترالي، ولد في 20 نوفمبر 1954، وتوفي في 11 يونيو 1993 بسبب التهاب البريتون.